# Herbert Erhardt
Herbert 'Ertl' Erhard (6. červenec 1930, Fürth – 3. červenec 2010, Fürth) byl německý fotbalista, který reprezentoval Německou spolkovou republiku. Nastupoval především na postu obránce.
S německou reprezentací se stal mistrem světa roku 1954, byť na závěrečném turnaji nenastoupil. Zúčastnil se i mistrovství světa ve Švédsku roku 1958, kde Němci skončili čtvrtí, a mistrovství světa v Chile roku 1962. V národním týmu odehrál 50 utkání, v nichž dal jeden gól.
V letech 1947–1962 působil v klubu SpVgg Greuther Fürth. Závěr kariéry strávil v Bayernu Mnichov.